# 첼레노
첼레노(이탈리아어: Celleno)는 이탈리아 라치오주 비테르보도에 위치한 코무네다. 로마로부터 북서쪽 80km, 비테르보로부터 북쪽 15km 거리에 있다.